# Haarzopf

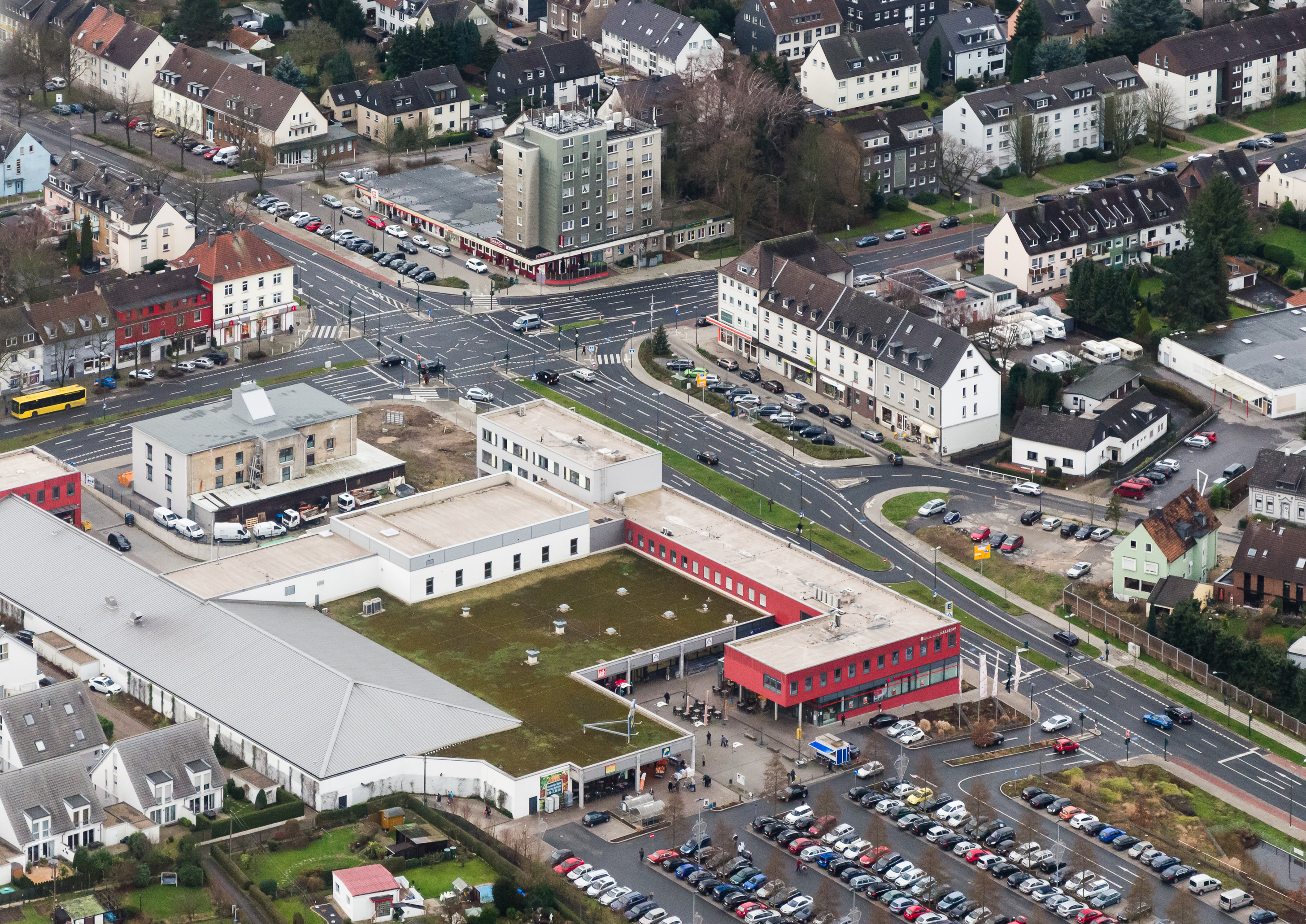
Blick von Nordosten auf das Einkaufszentrum „Neue Mitte“ und die zentrale Kreuzung Hatzper Straße/Raadter Straße

Haarzopf ist ein Stadtteil im Südwesten der Stadt Essen.

## Charakter
Haarzopf besteht hauptsächlich aus Wohnbebauung sowie Grün-, Wald-  und landwirtschaftlich genutzten Flächen. An den Stadtteil grenzen im Westen der Mülheimer Stadtteil Heißen, im Norden Fulerum, im Osten die Margarethenhöhe und im Süden Schuir.
Er breitet sich von der zentralen Kreuzung Erbach in vier Richtungen, entlang der Hatzper Straße (Westen und Osten), der Humboldtstraße (Norden) und Raadter Straße (Süden), aus; benannt ist die zentrale Kreuzung Erbach nach der gleichnamigen Familie, die einst Eigentümer des Geländes an der Kreuzung waren. Um die zentrale Kreuzung und entlang der Humboldt- und Hatzper Straße finden sich einzelne Geschäfte und Gaststätten. Des Weiteren gibt es die Gemeinschaftsgrundschule an der Raadter Straße.
Zwischen Hatzper Straße, Kirschbaumsweg, Humboldtstraße und Fulerumer Straße ist am 2. April 2008 die Neue Mitte Haarzopf eröffnet worden. Es handelt sich um eine Geschäftskomplex mit Einzelhandel, Arztpraxen und einer Sparkasse. Richtfest war im Oktober 2007. Nördlich des Zentrums sind 238 Parkplätze entstanden, sowie ein Regenrückhaltebecken. Am Föhrenweg befindet sich der Sportplatz des SuS Haarzopf.

### Verkehr
Haarzopf wird von der A 52 durchquert, darüber hinaus grenzt der Stadtteil direkt an den Verkehrslandeplatz Essen/Mülheim. In den 1970er Jahren war als Verlängerung der Fulerumer Straße eine vierspurige Straße einschließlich einer Straßenbahn als Verbindung von der A 40, damals  noch Bundesstraße 1, direkt zur A 52 vorgesehen, frei nach dem damaligen Slogan: „Nur fünf Minuten bis zur Autobahn“. Gesäumt werden sollte diese Verkehrsader mit bis zu sechsstöckiger Wohnbebauung. Bürgerinitiativen verhinderten damals dieses Vorhaben.
Öffentlicher Personennahverkehr (ÖPNV):
Bis Ende September 1980 verkehrten Straßenbahnen nach Haarzopf. Die Endstellen waren die Gleisschleife Erbach, die durch den Bau der Neuen Haarzopfer Mitte 2008 endgültig verschwand, und das Gleisdreieck am Fängershof.
Zum 14. Juni 2015 nahm die damalige Essener Verkehrs-AG, die heutige Ruhrbahn, eine Anpassung im Busnetz vor, so dass gegenwärtig die Buslinien 130, 136, 145 und 194 sowie der Nachtexpress NE10 mit Haarzopf verbinden.
| Linie | Verlauf | Takt (Mo–Fr) |
| ----- | --- | ------------ |
| 130   | Oberhausen, City Forum – Oberhausen Hbf – Oberhausen-Styrum – Mülheim-Styrum – Schloss Styrum – Mülheim Hbf – Mülheim Stadtmitte – Wasserstraße – Max-Planck-Institute – Oppspring – Mülheim Hauptfriedhof – Raadt – Flughafen Essen/Mülheim – Essen-Haarzopf Erbach – Fulerum Gemeindezentrum – Rhein-Ruhr-Zentrum | 20 min       |
| 136   | Oberhausen-Anne-Frank-Realschule – Oberhausen Hbf – Mülheim-Dümpten – Winkhausen – Heißen Kirche | 60 min       |
| 145   | Essen-Haarzopf Erbach – Fulerum, Südwestfriedhof – Frohnhausen, Wickenburgstraße – Alfred-Krupp-Schule – Weststadt – Berliner Platz – Rathaus Essen – Essen Hbf – Rüttenscheid – Stadtwaldplatz – Heisingen Baldeneysee                                                                                             | 20 min       |
| 194   | Gelsenkirchen Hbf – Gelsenkirchen-Rotthausen – Zeche Bonifacius – Kray Nord Bf – Kray Mitte – Kray Süd Bf – Steele – Essen-Rellinghausen – Stadtwaldplatz – Bredeney – Essen-Haarzopf Erbach | 20 min       |
| NE10  | Essen Hbf – Am Waldthausenpark – Berliner Platz – Weststadt – Alfred-Krupp-Schule – Frohnhausen, Gervinusstr. – Wickenburgstr. – Rhein-Ruhr-Zentrum Süd – Fulerum – Haarzopf, Erbach | 60 min       |

Seit Herbst 2003 verbindet ein Bürgerbus Haarzopf und die Margarethenhöhe mit der Messe Essen und dem Alfried Krupp Krankenhaus in Rüttenscheid.

### Bevölkerung
Am 31. März 2025 lebten 6.900 Einwohner in Haarzopf.
Strukturdaten der Bevölkerung in Haarzopf (Stand: 31. März 2025):
- Bevölkerungsanteil der unter 18-Jährigen: 15,7 % (Essener Durchschnitt: 16,9 %)[5]
- Bevölkerungsanteil der mindestens 65-Jährigen: 30,9 % (Essener Durchschnitt: 21,7 %)[6]
- Ausländeranteil: 4,4 % (Essener Durchschnitt: 20,6 %)[7]

## Geschichte
Haarzopf gehörte im Spätmittelalter und in der Frühen Neuzeit zur Herrschaft Broich. Erste Erwähnung in einer Schenkungsurkunde besagt: Die Grafen von Berg schenkten Hartzappe im Jahre 1215 dem Kloster Werden. Genauer gesagt wurden die beiden Haarzopfer Bauernhöfe Birkmannshof und Eichholzhof verschenkt. Darüber hinaus lag auf Haarzopfer Gebiet noch der Neulen- und der Scheppershof des Grafen von Isenberg, sowie der Bowermannshof des Johanniter-Hospitals in Duisburg. Bei dem Namen Hartzappe heißt Appe (eigentlich Apa) „fließendes Gewässer“. Von einigen Sprachwissenschaftlern wird Hartz als „Hirsch“ oder „Wald“ interpretiert. Demnach könnte man Hartzappe als Waldbach oder Hirschbach übersetzen, und es wird vermutet, dass Hirschbach der Bach hieß, der heute durch Haarzopf fließt und Steinbach heißt. 1582 findet man die Bezeichnung Haftzbeek, wobei Beek den Bach bezeichnet. Daraus entwickelte sich mit der Zeit die Bezeichnung Harzper und schließlich Hatzper. Seit 1830 heißt der Ort Haarzopf.
1360 wird erstmals das auf Haarzopfer Gebiet liegende Haus Stein erwähnt. Um 1550 wurde das Haus zur Wasserburg ausgebaut.
Seit 1808 zur Munizipalität Mülheim gehörig, fiel Haarzopf 1847 an die neugeschaffene Landbürgermeisterei Mülheim und wurde 1879 Teil der aus der Landbürgermeisterei hervorgegangenen Bürgermeisterei Heißen. Mit der Auflösung des Landkreises Mülheim an der Ruhr im Jahre 1910 wurde Haarzopf dem Landkreis  Essen zugeschlagen. Seit dem 1. April 1915 gehört Haarzopf zur Stadt Essen.
Auf einer Ortskarte aus dem Jahre 1803 war der Verlauf der heutigen Hatzper Straße noch nicht erkennbar. Es gab nur den Markenweg als Straßennamen. Er verlief von der Raadter Straße aus, in Höhe der Hausnummern 15/17, in die Haarzopfer Mark. Dieses war ein Gemeinschaftsbesitz von „Markenberechtigten“ Land- und Hofbesitzern. Sie konnten ihr Vieh dort
weiden lassen oder Holz einschlagen. Auf einer Karte von 1907, als Haarzopf zur Bürgermeisterei Heißen gehörte, ist der Verlauf der Hatzper Straße von Bredeney her kommend namenlos als gerade Linie erkennbar. Des Weiteren sind die Häuser in der Landschaft verteilt, aber durchnummeriert. Das Land war meist Grün- und Ackerland mit einigen Sickerquellen. 1917 erhielten die Straßen um die Kreuzung Erbach dann ihre Namen, wobei die Hatzper Straße als Wasserscheide galt. Nach Osten flossen der Kesselbach, der Forkesbach (Forkes = Schweinebach) und der Kreutzenbeck zum Mühlenbach und weiter in die Berne und in die Emscher. Nach Westen floss der Steinbach zum Ruhmbach (auf Mülheimer Seite: Rumbach) und schließlich in die Ruhr. 1927/28 wurde die Hatzper Straße bereits vierspurig ausgebaut.
Seit 1903 gab es gegenüber der Ecke Hatzper Straße/Raadter Straße die Gaststätte „Zum scharfen Eck“, Inhaber Heinrich Erbach, zu der etwas später der „Victoriasaal“ für etwa 300 Personen hinzu kam. Daraus entwickelte sich dann das Bürger- und Vereinszentrum Haarzopfs. In den folgenden Kriegswirren diente der Saal auch als Flüchtlingsunterkunft. Mehrfach wurde dieser Saal nach Kriegsschäden renoviert, bevor er und die Gaststätte dem Ausbau der Kreuzung Erbach 1972 weichen mussten. Am 1. Mai 1973 eröffnete in dem neuen Hochhaus an der Kreuzung das Restaurant „Haus Erbach“. 1939/40 wurde der Luftschutzbunker fensterlos errichtet. Er konnte mehreren hundert Menschen in vielen getrennten Kabinen für je bis zu 15 Personen Schutz bieten. Der Bunker erlitt aber keinen Bombentreffer. Nach dem Kriege, 1979 erhielt er seine Fenster, ließen sich in ihm nacheinander bis heute diverse Firmen nieder. Die hinter dem Bunker liegende Kleingartenanlage am Kirschbaumsweg gibt es seit 1934. Auf dem Mittelstreifen der Hatzper Straße, von der Kreuzung Erbach bis zum Kirschbaumsweg standen im Kriege Baracken für ausgebombte Familien. Die Unterkünfte brannten teils im Kriege ab oder wurden später bis 1958 abgerissen.

### Kirche und Schulen
Im Mittelalter gehörte Haarzopf zur Pfarrei Mülheim, und später zur Pfarrei Kettwig. Durch die Kettwiger wurde Haarzopf evangelisch. Schon 1667 wurde eine eigene Schule an der Stelle gebaut, wo heute noch die Gemeinschaftsgrundschule an der Raadter Straße, vormals Schule am Steinbachgrund, steht. Ganz in der Nähe wurde erst 1910 die Evangelische Kirche Haarzopf geweiht.
Als Haarzopf zur Stadt Essen eingemeindet wurde, wurden die Katholiken von der Pfarre St. Markus in Bredeney mitbetreut. Zu Pfingsten 1924 gab es erstmals in Haarzopf einen eigenen Sonntagsgottesdienst, denn der weite Weg nach Bredeney wurde lange beklagt.
Dieser erste Gottesdienst fand in der 1902 gegründeten katholischen Volksschule, der späteren Hatzperschule statt. Die Gründung ging auf die Einwanderung von Arbeitskräften zur Zeit der Industrialisierung in Essen zurück, wobei der Anteil an katholischen Kindern stieg. Diese besuchten zunächst die Schule in Bredeney, wurden jedoch 1902 zurückgewiesen, da diese Schule ebenfalls wegen Zuwanderung von Bergleuten und Industriearbeitern überfüllt war. Die Haarzopfer Schüler erhielten übergangsweise einen Raum im benachbarten Fulerum, bevor das Schulgebäude an der Hatzper Straße im September 1902 von zwei Klassen bezogen wurde. Nach einem Bombenangriff im Zweiten Weltkrieg im Jahr 1943 musste die Schule geschlossen werden. Der Betrieb wurde im August 1945 wieder aufgenommen. In den Jahren 1951 bis 1956 folgte der Bau von weiteren Gebäudeteilen. 1961 erhielt die Schule den Namen Hatzperschule. Im Sommer 2014 wurde die Hatzperschule geschlossen und die Kinder mit in die neue Schule an der Raadter Straße integriert. Im Sommer 2018 beschloss der Rat der Stadt Essen einen Schulneubau auf dem Gelände an der Hatzper Straße.
Bereits im 17. Jahrhundert wurde an der Raadter Straße eine weitere Schule gegründet. Wegen ihrer Nähe zum Steinbach wurde sie auch „Steinbach-Schule“ genannt. 1966 wurde sie von einer achtklässigen Volksschule zu einer vierklassigen konfessionslosen Grundschule umgewandelt. Heute heißt sie „Grundschule Haarzopf“.
Am 1. Dezember 1926 wurde ein Kirchbauverein gegründet, so dass mit Zustimmung des Bistums am 5. Mai 1929 der Grundstein für die Kirche Christus König am Tommesweg gelegt wurde. Am 27. Oktober des gleichen Jahres fand die Kirchweihe mit dem bereits am 4. Dezember 1927 gegründeten Kirchenchor statt. Doch erst im Oktober 1931 bekam Haarzopf einen ersten eigenen Pfarrer, so dass der Ortsteil bis dahin noch von St. Markus in Bredeney mitverwaltet wurde. Das heutige Gebäude der Kirche Christus König stammt aus dem Jahre 1977.

### Wappen

Wappen von Haarzopf

Blasonierung: „Geteilt in Silber (Weiß) und Rot, oben zwei rote einwärts gekehrte Hirschstangen; unten ein silberner (weißer) Wellenbalken.“
Das Wappen wurde von Kurt Schweder entworfen und hatte nie offiziellen Charakter. Ende der 1980er Jahre schuf der Heraldiker für alle Essener Stadtteile Wappen. Sie sind inzwischen von der Essener Bevölkerung gut angenommen worden.

Das Wappen ist ein sogenanntes „redendes Wappen“; die Hirschstangen und der Wellenbalken spielen auf den alten Namen „Hartzapen“ bzw. „Harttappe“ an, welches „Hirschbach“ bedeutet.  